# Tradelink
}TL Digital Solutions GmbH (kurz TradeLink ) st ein deutsches Softwareunternehmen mit Sitz in München. Das Unternehmen entwickelt eine cloudbasierte Plattform für Zeitfenstermanagement und digitale Kollaboration in der Lieferkette. Die Software soll Prozesse am Wareneingang und an Laderampen effizienter gestalten, Staus vermeiden und die Kommunikation zwischen Lieferanten, Spediteuren und Verladern verbessern.

## Geschichte
TradeLink wurde im Jahr 2020 von Frederic Krahforst, Tobias Nendel und Prof. Dr. Michael Bücker gegründet. Das Unternehmen entstand mit der Idee, durch digitale Kollaboration die Transparenz und Planbarkeit in der Rampenlogistik zu erhöhen.
Seit seiner Gründung hat TradeLink mehrere Finanzierungsrunden abgeschlossen, unter anderem mit Investoren wie Point Nine Capital und Fly Ventures, um Produktentwicklung und Expansion voranzutreiben.

## Produkte und Dienstleistungen
Die Software von TradeLink umfasst verschiedene Module zur Steuerung und Auswertung von Rampen- und Logistikprozessen:
- Zeitfenstermanagement: Digitale Buchung und Zuweisung von Lieferzeitfenstern, inklusive digitalem Fahrer Checkin.
- Lieferavisierung: Plattform für die Abstimmung von Anlieferungen zwischen Verladern, Spediteuren und Lieferanten.
- Transparenz & Analytics: Datenbasierte Auswertungen zu Wartezeiten, Auslastung und Prozessqualität mit TradeLinks Insights Cockpit.

Das System wird branchenübergreifend genutzt, u. a. in Handel, Produktion, Logistikdienstleistungen und der Möbelindustrie.

## Kunden und Märkte
TradeLink ist primär im deutschsprachigen Raum aktiv und baut seine Präsenz in weiteren europäischen Märkten aus. Bekannte Referenzkunden sind unter anderem das Logistikunternehmen Emons sowie der Schweizer Dämmstoffhersteller Flumroc, aber auch SPAR, Dehner, Denner, Liebherr, Dexion, fenaco und über 10.000 mehr.

## Unternehmensstruktur
- Rechtsform: Gesellschaft mit beschränkter Haftung (GmbH)
- Name: TradeLink Software GmbH
- Sitz: München, Deutschland
- Geschäftsführer: Frederic Krahforst, Tobias Nendel, Prof. Dr. Michael Bücker
- Umsatzsteuer-ID: DE329194932

## Einordnung
TradeLink ist im Bereich der Yard Management Systeme (YMS) tätig und tritt in Konkurrenz zu Anbietern wie Transporeon, Cargoclix, myleo / dsc und OpenDock.
Im Unterschied zu einigen etablierten Wettbewerbern setzt TradeLink auf eine kooperationsorientierte Plattform, die nicht nur die Rampenbuchung selbst abbildet, sondern die gesamte Kommunikation zwischen Verladern, Lieferanten und Spediteuren integriert. Während klassische Systeme häufig auf die reine Zeitfensterverwaltung fokussiert sind, kombiniert TradeLink diese Funktion mit Lieferavisierung und Prozess-Transparenz in Echtzeit.
Ein weiterer Unterschied ist die Cloud-Architektur, die eine schnelle Einführung ohne aufwendige IT-Integration ermöglicht und sich insbesondere an mittelständische Unternehmen richtet. Zudem hebt sich TradeLink durch den Fokus auf datenbasierte Analysen (z. B. Wartezeiten, Rampenauslastung) ab, die Unternehmen helfen, ihre Prozesse kontinuierlich zu verbessern.